# Тернопільська загальноосвітня школа № 25
Тернопільська загальноосвітня школа І-ІІІ ступенів № 25 — середній освітній комунальний навчальний заклад Тернопільської міської ради в мікрорайоні Кутківці м. Тернополя Тернопільської області.

## Історія

Перша письмова згадка про місцеву школу датується 1841 роком. Тоді в с. Кутківцях була однокласна парафіяльна школа з українською мовою навчання. У 1875 році збудовано нову муровану однокласну школу. Хоч у школі працювали вчителі-українці, австрійська влада сприяла полонізації і вже перед Першою світовою війною в школі переважали вчителі-поляки.
Приміщення школи зруйноване під час війни, тому в 1919—1920 роках двокласна школа з польською та українською мовами навчання розташовувалася в приватному будинку.
У 1939—1961 роках у Кутківцях діяла неповна середня школа (семирічка). 23 червня 1961 року виконком Тернопільської міської Ради депутатів трудящих протоколом № 9 реорганізував Кутківецьку неповну середню школу в Тернопільську початкову школу. На 1 вересня того року школа нараховувала чотири класи, в яких навчалося 105 учнів.

## Сучасність
В 11 класах школи навчається 185 учнів. У закладі функціонує група продовженого дня
КРЕДО ШКОЛИ: Знання, вихованість, творчість.
З метою забезпечення рівного доступу до якісної освіти, створено інклюзивні класи. 
З метою демократизації управління діє учнівське самоврядування «Крок» 
На час карантину у закладі було організовано дистанційне навчання на платформі «Єдина школа»

## Педагогічний колектив
Директори
- Л. Д. Похмурська — 1944—1950,
- А. Д. Єнацька — 1950—1953,
- Тадей Григорович Кузьмович — 1953—1957,
- Іван Степанович Яворський — 1957—1958,
- М. М. Миколайчук — 1958—1960,
- Раїса Олексіївна Гуменюк — 1960—1965,
- Ігор Андрійович Лахно — 1965—1970,
- Іван Вікторович Костюк — 1970—1981,
- Зіновій Дмитрович Вівчарик — 1981—1985,
- Володимир Михайлович Гельфанд — 1986—1990,
- Григорій Володимирович Рибак — 1990—2000,
- Ігор Михайлович Дудас —  2000 - 2021
- Буяк Галина Богданівна — від 2021 р.

Буяк Галина Богданівна народилася 16 квітня 1976 року в місті Тернополі у сім’ї службовців. Громадянка України.
З вересня 1983 року до червня 1993 року навчалася у Тернопільській середній школі №19, де отримала атестат про середню освіту.
В серпні 1993 року вступила на історичний факультет Тернопільського державного педагогічного інституту, який закінчила в 1998 році, отримавши диплом з відзнакою про вищу освіту за спеціальністю «Учитель історії».
Здобувши перемогу на конкурсі у міському управлінні освіти, отримала направлення щодо працевлаштування у Тернопільську  середню школу №11. З 1 вересня 1998  року по 20 жовтня 2005 року працювала у цьому навчальному закладі на посаді вчителя історії.
З 1 березня 2012 року по 10 лютого 2020 року працювала у науково-дослідній частині Тернопільського національного педагогічного університету ім. В. Гнатюка.
У серпні 2021 року вступила до магістратури  Західноукраїнського національного університету за галуззю знань 07 «Управління та адміністрування».
У серпні 2021 року вступила до аспірантури Тернопільського національного педагогічного університету імені Володимира Гнатюка на спеціальність «Історія України».
З 01.09.2021 року працює директором Тернопільської загальньоосвітньої школи І-ІІІ ст. №25  

## Відомі випускники
- Володимир Болєщук (нар. 1974) — український економіст, політик, військовик, громадський діяч, учасник російсько-української війни 2014—2017;
- Володимир Грицай (нар. 1956) — український діяч культури, керівник і диригент «Оркестри Волі»;
- Л. Гунчик (Батьківська) — український педагог, директор Тернопільської ЗОШ № 20;
- В. Костецький — директор ВО «Оріон»;
- Богдан Левків (нар. 1950) — український господарник, громадсько-політичний діяч, міський голова Тернополя (2002—2006);
- В. Медвідь — генерал-лейтенант Міністерства оборони України;
- Богдан Яворський (нар. 1949) — український науковець.

## Стипендіати міського голови
- Вар'ян Христина - 2016-2017 навчальний рік
- Атаманчук Елеонора - 2016-2017 та 2017-2018 навчальні роки
- Стечишин Діана - 2017-2018 навчальний рік
- Батьківська Аліна - 2018-2019 навчальний рік
- Легка Христина - 2018-2019 навчальний рік
- Литвин Ольвія Соломія - 2019-2020 та 2020-2021 навчальні роки
- Дукельський Микола - 2019-2020 навчальний рік
- Козак Софія - 2020 -2021 навчальний рік
- Ваховський Станіслав - 2020-2021 та 2021-2022 навчальні роки
- Батьківська Вероніка - 2021-2022 навчальний рік